# Barbara Cabrita
Pour les articles homonymes, voir Cabrita.
 (décembre 2018).
Si vous disposez d'ouvrages ou d'articles de référence ou si vous connaissez des sites web de qualité traitant du thème abordé ici, merci de compléter l'article en donnant les références utiles à sa vérifiabilité et en les liant à la section « Notes et références ».
Barbara Cabrita, née le 9 mai 1982 à Trappes dans les Yvelines, est une mannequin et actrice franco-portugaise.

## Biographie
Devenue mannequin à l’âge de seize ans grâce à des photos envoyées par sa mère à une agence, elle décide de devenir comédienne par défi alors que d'un naturel discret « elle n’aime pas vraiment être le centre de l’attention »), tout en continuant à aller au lycée.
Dans le même temps, elle étudie au lycée Jean-Monnet à La Queue-les-Yvelines[réf. souhaitée] et obtient son baccalauréat littéraire, avant de tenter une première année de psychologie en faculté.
En 2001, après une série d'auditions, elle est engagée dans la série Le Groupe de Jean-Luc Azoulay pour France 2. Faute d'audience, celle-ci est arrêtée après une saison.
Barbara Cabrita continue néanmoins sa carrière d’actrice avec des apparitions à la télévision. Pendant deux ans, elle joue le rôle de Jane MacDonald dans Même âge, même adresse  pour M6 et fait ses premiers pas au cinéma en 2003 avec le rôle de Malika dans Les Amateurs qui lui permet de décrocher un prix au Festival de Sarlat.
En 2005, on[Qui ?] la voit dans le divertissement de France 2 L'Homme qui voulait passer à la télé.
À partir de janvier 2006, elle joue le rôle de Julie Labro dans la série à succès RIS police scientifique diffusée sur TF1 mais après six ans, Barbara décide finalement de quitter la série. Son personnage meurt au début de la saison 7.
Elle tourne également dans des publicités[source secondaire souhaitée], notamment pour les Pages Jaunes ou pour Nivea, ainsi que dans d'autres séries télévisées comme Central Nuit et Sous le soleil où elle a fait des apparitions.
Elle joue aussi tous les soirs sur les planches dans Le Gang Des Potiches au théâtre de l'Archipel à Paris du 22 avril au 27 août 2011[source secondaire souhaitée].
Barbara Cabrita joue le rôle de Paula dans le film La Cage dorée, sorti en 2013, film de Ruben Alves, franco-portugais comme elle.
Depuis cette date, elle joue plusieurs fois au cinéma dans des rôles variés, qu'il s'agisse de drame (La Vie pure), thriller policier (La French), ou comédies, comédies dramatiques, romantiques (Ta mère, La Dream Team, Mission Pays basque). Et surtout, elle a participé à d'autres séries télévisées ou téléfilms, la plupart du temps policiers ou appartenant parfois au genre de la comédie romantique (Coup de foudre sur un air de Noël), ou encore sociétale (H24, Sam).

### Vie personnelle
Barbara Cabrita est née le 9 mai 1982, à Trappes, dans les Yvelines, d'un père portugais et d'une mère française. Elle passe une partie de son enfance au Portugal, et lorsque ses parents divorcent, elle suit sa mère qui s’installe en France. Elle est la cadette d'une fratrie de cinq enfants, elle a deux frères et deux sœurs . Adolescente sportive, elle rêvait de devenir gymnaste professionnelle, mais une blessure brise cet espoir de carrière, et l'amène à s'orienter vers le mannequinat dès ses 16 ans (du fait de sa photogénie, à l'agence « Frimousse »).
À partir de 2006, parallèlement au tournage des épisodes de la série RIS police scientifique, elle reprend ses études et obtient une licence en anthropologie. Ayant commencé les tournages, elle avait aussi étudié durant quatre ans selon la méthode de l'Actors Studio.
Selon certaines sources, elle aurait été il y a des années pendant un temps en couple avec l'acteur Jean-Baptiste Martin (fils de Jacques Martin et Danièle Évenou).
Elle partage sa vie depuis 2017 avec Aymeric Lanes, gérant du restaurant de plage Le Zaza à Torreilles (Pyrénées-Orientales),,. L'actrice déclare en 2020 au journal L'indépendant : « Il y a trois ans, j'ai passé trois mois ici pour le tournage de la série Les Innocents. Je suis immédiatement tombée sous le charme de la mer, de la montagne, de la nature, mais pas seulement. Je suis aussi tombée sous le charme d'Aymeric. »,. Ceci explique que Barbara Cabrita — entre chaque lieu de tournage ou de promotion en région parisienne (où le couple accepte de se laisser photographier) — vienne se ressourcer en pays catalan.
Depuis le 24 juillet 2024, Barbara Cabrita est maman.

## Filmographie

### Cinéma
- 2003 : Les Amateurs de Martin Valente : Malika
- 2005 : El Derechazo de Julien Lacombe et Pascal Sid : Granada (court métrage)
- 2005 : Dioneae de Mickael Collard (court métrage)
- 2010 : Just Inès de Marcel Grant : Olivia
- 2013 : La Cage dorée de Ruben Alves : Paula Ribeiro
- 2013 : Faim de vie de Jessica-Salomé Grunwald dit l’etoile (court métrage)
- 2014 : La Vie pure de Jeremy Banster : Jeanne
- 2014 : Le Prix de la fiancée : Marie (court métrage)
- 2014 : La French de Cédric Jimenez : Dora
- 2015 : Ta mère de Touria Benzari : Marie
- 2016 : La Dream Team de Thomas Sorriaux : Alice Moreno
- 2017 : Mission Pays basque de Ludovic Bernard : Arantxa

### Télévision

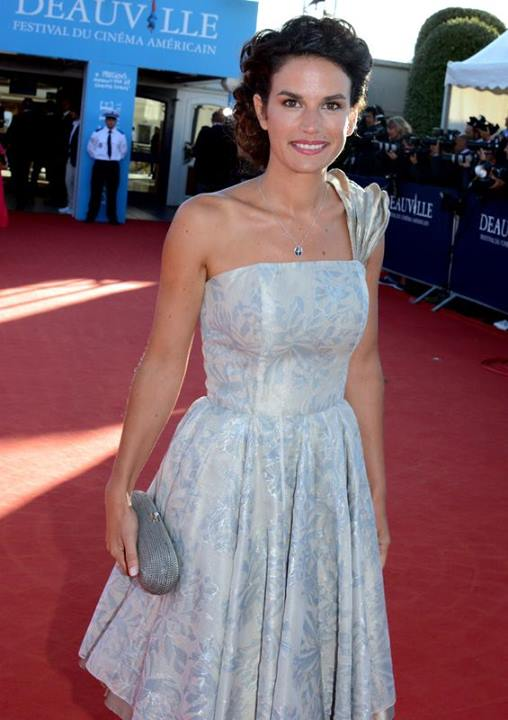
Barbara Cabrita au festival du cinéma américain de Deauville 2013.

- 2001-2002 : Le Groupe : Barbara Teixeira
- 2003 : Sous le soleil : Léa
- 2003 : Central Nuit : Nadia
- 2003-2004 : Même âge, même adresse : Jane McDonald
- 2005 : L'Homme qui voulait passer à la télé : Jenissa
- 2005-2012 : RIS police scientifique : Julie Labro
- 2006 : Déjà vu de François Vautier
- 2011 : Fortunes de Stéphane Meunier : Maria Da Silva
- 2011 : Le Temps du silence de Franck Appréderis : Lorène
- 2012 : À votre service de François Guérin : Alexandra Nérac
- 2014 : Des roses en hiver de Lorenzo Gabriele : Pauline
- 2014 : Disparus de Thierry Binisti : Karine
- 2014 : Crime en Lozère de Claude-Michel Rome : Béatrice Lagarrigue
- 2016 : Alliances rouge sang de Marc Angelo : Anna
- 2017 : Meurtres dans les Landes de Jean-Marc Thérin : Isabelle Hirigoyen
- 2018 : Les Innocents de Frédéric Berthe : Camille Berger
- 2018 : Les Fantômes du Havre de Thierry Binisti : Arianne Salles
- 2018 : Coup de foudre sur un air de Noël d'Alexandre Laurent : Mélodie
- 2019 : L'Héritage de Laurent Dussaux : Tessa Perrin
- 2020 : H24 d'Octave Raspail et Nicolas Herdt : Sofia
- 2021 : Escape de Stefan Carlod et Valentin Vincent : Hélène
- 2021 : Luther de David Morley : Zoé Luther
- 2022 : Poulets grillés de Pascal Lahmani : Anne Capestan
- 2022 : Sam de Philippe Lefebvre : Félicia Valadier
- 2022 : Escape 2 de Valentin Vincent : Hélène
- 2023 : Poulets grillés - La Belle et le Clochard de July Hygreck : Anne Capestan
- 2023 : O.P.J. : Bianca Loretti (épisode Bianca)
- 2024 : Rivière-Perdue de Jean-Christophe Delpias : Alix Berg
- 2024 : Poulets grillés - Les secrets de l’hôtel : Anne Capestan
- 2024 : Le négociateur d'Arnauld Mercadier : Coralie
- 2025 : Le Noël de Monsieur Hubert de Robin Sykes : Nora
- 2026 : Papa malgré lui de Chris Briant : Ana

### Réalisation et scénario
- 2007 : Sans ailes (court-métrage)

### Publicités
- 2002 : Go Clear
- 2003 : Fanta,  Pages jaunes, Nivea For Men, Imode et Bouygues Telecom
- 2004 : Fitness
- 2008 : Oger télécom

### Clips
- 2002 : Patrick Bruel - Mon amant de Saint Jean
- 2002 : Patrick Bruel/Francis Cabrel - La Complainte de la butte
- 2006 : Martin Rappeneau - Julien
- 2006 : Tandem - La Trilogie

## Théâtre
- Le Gang Des Potiches - Théâtre de l'Archipel (22 avril 2011 / 27 août 2011)

## Distinctions
- 2004 : Prix Association des commerçants CAP de Sarlat pour son rôle dans Les Amateurs